# May Jordan McConnel
Mary Emma "May" Jordan McConnel (Brisbane, Australia; 6 de septiembre de 1860 - California, Estados Unidos; 28 de abril de 1929) fue una sindicalista y sufragista australiana. Fue la primera organizadora sindical femenina remunerada en Queensland.

## Biografía
Jordan nació el 6 de septiembre de 1860 en George Street, Brisbane, hija del político Henry Jordan y su esposa, Elizabeth Turner. Se formó como maestra y enfermera. Fue secretaria del Sindicato de Tailoresses, estuvo muy involucrada en la formación del Sindicato de Mujeres de Brisbane, tesorera de la Asociación de Franquicias de Mujeres Equitativas y secretaria general inaugural de la sección de mujeres de la Federación Laboral de Australia. Fue para la Federación del Trabajo que comenzaría a trabajar como organizadora en 1890.
En marzo de 1890, se comprometió con David Rose McConnel de Cressbook Station (primer Director del Central Technical College en Brisbane). La pareja se casó en Sherwood el 24 de diciembre de 1890 anunciando que no tenía la intención de renunciar a su trabajo con la Federación del Trabajo. En febrero de 1891 fue nombrada miembro del comité del gobierno de Queensland para investigar las condiciones de trabajo en tiendas, fábricas y talleres. Los gemelos, Alexander McLeod y Winifred Henry, nacieron prematuramente el 5 de agosto de 1891 y ambos murieron a los seis meses de edad en 1892. Otro hijo sin nombre murió al nacer el 22 de octubre de 1892. Finalmente sus hijos Frederic Jordan y David Ewen nacieron el 11 de septiembre de 1894 y el 15 de abril de 1900, respectivamente. En marzo de 1905, como miembro de la Sociedad de Queensland para la Prevención de la Crueldad, presionó para que se enmendara la legislación sobre niños abandonados.
La familia salió de Brisbane en 1910 para el Reino Unido y Estados Unidos. Al partir, donó su hogar Robgill en Indooroopilly a la Iglesia Metodista para usarlo como hogar para niños u otro propósito filantrópico, lo que resultó en que el Hogar para Niños Queen Alexandra se abriera en 1910 con seis niños, pero en 1912 fue reubicado en un hogar más grande en la propiedad Hatherton en Coorparoo.
Murió en California el 28 de abril de 1929. Su esposo murió en Toowoomba el 22 de noviembre de 1940; fue incinerado en el crematorio Mount Thompson y sus cenizas colocadas en el Central Technical College según sus deseos.
Un retrato biográfico de May Jordan McConnel aparece en el libro de Heather Grant de 2005 Great Queensland Women.